# Steirodiscus tagetes
Steirodiscus tagetes là một loài thực vật có hoa trong họ Cúc. Loài này được (L.) Schltr. miêu tả khoa học đầu tiên năm 1899.